# Колінеарна реакція
Колінеарна реакція (рос. коллинеарная реакция, англ. collinear reaction) — хімічна реакція, що йде через активований  комплекс, в якому всі атоми, які належать до хімічних зв'язків, що рвуться та утворюються, розташовані на прямій лінії.